# Projektil tvarovaný explozí
Projektil tvarovaný explozí (známý též pod názvy explozí tvarovaná střepina a výbuchem formovaný projektil, anglicky EFP - explosively formed penetrator) je speciální typ kumulativní nálože určený k účinnému pronikání pancířem. Tato technologie byla vyvinuta a poprvé použita během druhé světové války.

## Rozdíl oproti konvenčním kumulativním náložím

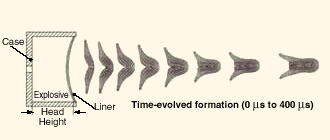
Formování EFP hlavice (USAF Research Laboratory)

Konvenční kumulativní nálož má dutou kovovou vložku ve tvaru kužele. Ta při výbuchu vytvoří paprsek o velké rychlosti, jež dá náloži velkou průraznost. S rostoucí vzdáleností mezi místem odpalu a místem dopadu ovšem značně klesá účinnost.
EFP má naproti tomu vložku ve tvaru duté mísy. Energie výbuchu ji zformuje do konfigurace, která závisí na původním tvaru vložky a na způsobu odpálení výbušniny. Sofistikované EFP hlavice mají více roznětek, které mohou být odpalovány v různých uspořádáních a tak způsobovat různé tvary vln exploze, mající za následek buď hluboký průnik, aerodynamickou střelu nebo vysokorychlostní střepiny. Méně sofistikovaným způsobem tvorby střepin je umístění kovového pletiva před vložku – po explozi se vložka rozpadne na mnohočetné projektily.
Existují také hlavice navržené tak, aby jejich obaly vytvořily více projektilů (MEFP). Vložka MEFP obsahuje množství důlků, které se navzájem protínají v ostrých úhlech. Při explozi se obal roztříští podél těchto průniků do tuctů malých, zpravidla kulovitých projektilů, jejichž účinek na cíl je podobný jako u výstřelu z brokovnice. Charakter dopadu na cíl může být řízen tvarem vložky a způsobu odpálení výbušniny.
Jednotlivé EFP zůstávají neporušené a proto schopné proniknout pancířem i při zásahu z velké vzdálenosti. Části pancíře se po zásahu rozdrolí do prostoru vozidla a spolu se střepinami EFP ničí posádku a vnitřní vybavení.
Obvykle je síla průrazu EFP rovna průměru střely (u tantalové vložky), zatímco kumulativní nálož prorazí šestinásobek svého průměru.

## Využití v improvizovaných výbušných zařízeních

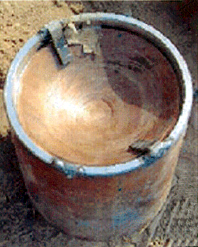
Improvizované výbušné zařízení v Iráku. Nahoře je konkávně tvarovaná měděná vložka.

Zařízení je zpravidla válcové, vyrobené z běžně dostupných kovových trubek, na předním konci uzavřené konkávní měděnou či ocelovou miskou. Výbušnina je uložena za touto miskou a vyplňuje trubku. Při detonaci vytvoří miska střelu o rychlosti přesahující 1 km/s (v závislosti na tvaru a na použité výbušnině).
Jelikož po výbuchu se vytvoří měděný projektil (vysoce tvárný, přesto stále v pevném skupenství), jsou tyto nálože velice nebezpečné i pro pancéřovaná vozidla.
Nejčastěji bývají umísťována podél silnice na bezpečnostních bariérách, v úrovni oken, na místech, kde vozidla musí zpomalit, jako jsou křižovatky a odbočky. To dává obsluze větší prostor pro výběr vhodného okamžiku pro odpálení nálože.
Exploze je řízená dálkově kabelem, radiově či infračerveným senzorem. EFP mohou být rozmístěny jednotlivě, ve dvojicích či polích, záleží na léčce a taktickém posouzení bojové situace.